# Castell de Sarroca de Bellera
El Castell de Sarroca de Bellera és el castell que es troba en l'origen del poble i terme de Sarroca de Bellera, del Pallars Jussà, al qual pertany. Fou el centre de la baronia de Bellera.
El nom amb què es coneix actualment aquest castell és una redundància, atès que la paraula roca ja servia per a designar un castell o fortalesa.
El castell es troba dins del nucli de població, en el lloc idoni per a un castell: el cim d'una penya que domina el poble. És a l'extrem oposat a l'entrada a la població, al sud-est del nucli urbà. Des de la segona plaça, la més interior, del poble, un camí permet accedir al lloc que havia ocupat el castell.
El 904 ja es té notícies d'aquest castell, atès que va ser conquerit per Llop ibn Muhàmmad, senyor de Lleida a Ramon I de Pallars i Ribagorça, en una de les ràzzies que feren els musulmans abans de l'any 1000. Des del segle ix Bellera ja constituïa una unitat territorial destacada en el Pallars (un pagus). El centre del pagus era el monestir de Sant Genís de Bellera, a partir del qual es devia construir el castell com a defensa del seu territori.
Bellera entrà de ple en totes les lluites fronteres, i en les convinences subsegüents, tingudes pels comtes pallatesos i ribagorçans. Els anys 1047, 1079 i 1081 és definit a favor d'Artau I de Pallars Sobirà, però el 1055, Miró Bernat, feudatari de Bellera, retia jurament de fidelitat a Ramon VI de Pallars Jussà. Finalment, el 1094 Artau II de Pallars Sobirà cedia al seu cosí Ramon VI de Pallars Jussà el domini del castell. El 1098 Miró Bernat repetia el jurament de fidelitat a aquest darrer comte de Pallars Jussà.
A partir del segle xii no apareix ja més el castell en la documentació, segurament per la pèrdua del seu interès estratègic, però, en canvi, apareix profusament la família dels Bellera com una família activa en la política catalana i una de les famílies més importants del Pallars. El 1111 el fill de l'esmentat Miró Bernat signa ja com a Ramon Miró de Bellera.
El 1280, amb motiu del setge de Balaguer, Guillem de Bellera posa el seu castell en mans del rei, el qual l'hi retorna, amb promesa de valença mútua, el 1281. A mitjan segle xiv consten com barons de Bellera un altre Guillem de Bellera i Joan de Bellera. En el document de valença, Guillem de Bellera esmenta com a seus els castells de Bellera, Antist, Santa Coloma d'Erdo, Obeix, Rialb, Biure, Ferrera, Arestui i d'altres.
Estigué en servei al llarg de l'edat mitjana, i encara s'hi coneix una acció bèl·lica el 1719, en defensar el Pallars d'una invasió francesa que havia entrat per la Vall d'Aran. El 1831, però, consta la senyoria de Sarroca de Bellera en mans del bisbe de Lleida.
Pascual Madoz, però, el dona en ruïnes, el 1845, i Ceferí Rocafort, el 1904 en parla dient que no en queda res.
Actualment en queden algunes restes, dalt de la penya que hostatjà el castell. Aquesta penya és allargada de llevant a ponent. En el punt més alt, a ponent, hi degué haver la torre rodona, de la qual a penes en queda res. De tota manera, una roca arrodonida de 4,6 metres de diàmetres sembla marcar el basament de la torre desapareguda. Cap a llevant, la superfície on s'estenia el castell arriba als 10,5 metres. Al sud, una gran roca codina llisa inclinada té una sèrie d'incisions i encaixos en tres rengleres que permeten suposar una estructura de fusta ancorada en aquesta roca, al llarg d'una 7 metres d'extensió.
Un quart espai, a llevant de la codina inclinada i de l'espai de 10,5 metres, n'hi ha un altre que arriba a poc més dels 19 metres, amb una amplada de 7, que actualment serveix d'hort, que té en el seu contorn restes del que degué ser la muralla del castell. Se'n conserven restes de murs i fins i tot, en una feixa al sud, restes de les dependències del castell.